# Clavicollis cavipennis
Clavicollis cavipennis là một loài bọ cánh cứng trong họ Anthicidae. Loài này được Uhmann miêu tả khoa học năm 2005.